# Szulaalakúak
A szulaalakúak (Suliformes) rendjének létrehozását az Ornitológusok Nemzetközi Kongresszusán (International Ornithological Congress) javasolták azon madárcsaládok összefoglalására, amelyeket a legújabb alaktani és DNS-vizsgálatok alapján ki kellett vonni a gödényalakúak (Pelecaniformes) parafiletikusnak bizonyult rendjéből. A gödényalakúak korábbi rendjének tagjai visszavezethetők ugyan egy közös ősre, de a csoport maga nem tartalmazza ennek a bizonyos legközelebbi közös ősnek az összes leszármazottját.
2014-ben Jarvis és társai DNS-vizsgálatokat végeztek a mai madarak körében; felfedezésüket a „Whole-genome analyses resolve early branches in the tree of life of modern birds” (A genom teljes vizsgálata meghatározza a modern madarak családfájának korai ágait) című írásban adták ki.

## Rendszerezésük
A rendbe az alábbi 4 élő család és 1 fosszilis család tartozik:
- kígyónyakúmadár-félék (Anhingidae) Reichenbach, 1849 - 1 nem és 4 faj
- fregattmadárfélék (Fregatidae) Degland & Gerbe, 1867 - 1 nem és 5 faj
- kárókatonafélék (Phalacrocoracidae) Reichenbach, 1850 - 2 nem és 38 faj
- szulafélék (Sulidae) Reichenbach, 1849 - 3 nem és 10 faj
- †Plotopteridae Howard, 1969 - eocén-miocén

## Fordítás
- Ez a szócikk részben vagy egészben  a   Suliformes című angol Wikipédia-szócikk ezen változatának fordításán alapul.  Az eredeti cikk szerkesztőit annak laptörténete sorolja fel. Ez a jelzés csupán a megfogalmazás eredetét és a szerzői jogokat jelzi, nem szolgál a cikkben szereplő információk forrásmegjelöléseként.